# Морски свине
Морските свине (Phocoenidae) са семейство морски бозайници от разред Китоподобни близки до делфините, като се отличават от тях главно с по-малките си размери и по-късата си заоблена муцуна.

## Класификация
- разред Cetacea – Китоподобни
  - подразред Odontoceti – Зъбати китове
    - семейство Phocoenidae – Морски свине
      - род Phocoena
        - Phocoena phocoena – Морска свиня, муткур
        - Phocoena sinus – Калифорнийска морска свиня
        - Phocoena dioptrica – Очилата морска свиня
        - Phocoena spinipinnis – Бурмайстерова морска свиня

      - род Neophocaena
        - Neophocaena phocaeniodes – Безпера морска свиня

      - род Phocoenoides
        - Phocoenoides dalli – Морска свиня на Дал, белокоремна морска свиня